# El Fedjoudj
El Fedjoudj (em árabe: الفجوج) é uma cidade e comuna localizada na província de Guelma, Argélia. Segundo o censo de 2008, a população total da cidade era de 9 122 habitantes.